# Zespół Shwachmana-Diamonda
Zespół Shwachmana-Diamonda, wrodzona lipomatoza trzustki (ang. Shwachman-Diamond syndrome, Shwachman-Bodian-Diamond syndrome) – rzadka choroba genetyczna, przebiegająca z niewydolnością zewnątrzwydzielniczą trzustki, zaburzeniami hematologicznymi, predyspozycją do nowotworów układu krwiotwórczego, wadami kośćca i niskorosłością. Po mukowiscydozie, zespół Shwachmana-Diamonda jest drugą przyczyną niewydolności egzokrynnej trzustki u dzieci. Choroba wiąże się z mutacjami w jednym lub obu allelach genu SBDS w locus 7q11.